# Отрицание (лингвистика)
Отрицание в лингвистике — обозначение логического отрицания. Все человеческие языки способны выражать отрицание, однако его ни разу не обнаруживали в коммуникации других животных, и даже обученные человеческим языкам птицы и звери никогда не использовали слов типа «нет».
В большинстве работ используется понятие «стандартное отрицание» (англ. standard negation), включающее отрицание в главных (не зависимых) утвердительных предложениях с глагольным предикатом, однако зачастую разные виды клауз требуют разных видов отрицания. Употребление данного понятия также исключает из обсуждения аффиксацию (например, русскую приставку «не-»).

## История изучения
Первые теоретические исследования этой категории сделаны в начале XX века Отто Есперсеном (1917); затем, во время всплеска интереса к отрицанию в 1960-х, вышла книга Эдварда Климы, посвящённая отрицанию в английском языке, однако пионерами типологии отрицания были работы Эстена Даля Typology of sentence negation (1979) и Джона Пэйна Negation (1985). Среди работ 2000-х годов выделяются статья Матти Миестамо Standard Negation (2005), посвящённая типологии отрицания в клаузах, и работы в WALS: Negative Morphemes Мэттью Драйера, описывающая виды отрицательных морфем, The Prohibitive Йохана ван дер Ауэры, Людо Лежёна и Валентина Гусева, посвящённая прохибитиву, Irregular Negatives in Sign Languages Ульрике Зешан о нерегулярных способах образовывать отрицание в жестовых языках, Negative Indefinite Pronouns and Predicate Negation Мартина Хаспельмата о неопределённых отрицательных местоимениях и отрицании предикатов.

## Классификация
Классификация и типология отрицательных конструкций сильно зависит от метода анализа, выбранного для конкретных языков.
Даль, Пэйн и Драйер делят отрицательные конструкции на три типа: с морфологическим отрицанием, с отрицательными частицами и с отрицательными глаголами. Частицы, выражающие двойное отрицание, либо включаются во вторую группу, либо считаются четвёртым типом.
Миестамо использует другой подход, разделяя отрицательные конструкции на симметричные утвердительным (за исключением отрицательного маркера) и несимметричные; последние он разделил на три типа: A/Fin (асимметрии финитности), A/NonReal (маркирование отрицательных клауз ирреалисом) и A/Cat (изменения в грамматических категориях). Миестамо считает сложные показатели отрицательности единым маркером и помещает французскую отрицательную конструкцию ne… pas в категорию «симметричных».

### Аффиксация
Типологически наиболее распространённый вариант выражения отрицания; обычно отрицательный аффикс присоединяется к основному или вспомогательному глаголу, пример из турецкого:
- Oku-yor-um (читать-PROG-1SG) — «Я читаю».
- Oku-mu-yor-um (читать-NEG-PROG-1SG) — «Я не читаю».

Некоторые авторы отделяют «синтаксическое» отрицание, распространяющееся на всю клаузу, от «лексического» отрицания, распространяющегося только на одно слово:
- простой
- непростой (NEG-простой).

Орфография может влиять на классификацию: просодически польский маркер nie очень похож на чешский ne-, однако первый пишется отдельно от отрицаемого слова, а второй слитно, что приводит к классификации первого как синтаксического маркера, а второго — как лексического.
С точки зрения типологии, отрицание приставками и суффиксами примерно одинаково распространено в языках мира; некоторые исследователи заключают, что имеется предпочтение суффиксации, но в целом этот вопрос остаётся открытым, и тенденция к суффиксации при выражении отрицания не столь сильна, как во многих других категориях. Отрицательные морфемы могут быть свободными и зависимыми; во втором случае они часто занимают крайнее положение в слове, что ставит вопрос о том, чтобы классифицировать их как клитики, особенно в случае префиксации. Доля языков с морфологическим выражением отрицания составляет от 30 до 45 процентов.
Редупликация также может обозначать отрицание, примеры чего можно найти в табасаранском, элеме и банда-линда, однако не известно ни одного языка, где она бы была основным механизмом для выражения этой категории
Иногда отрицание выражается изменением тона, пример из мбембе:
- mɔ́-tá (3.FUT-идти) — «она пойдёт».
- mɔ̀-tá (3.NEG-идти) — «она не пойдёт».

Довольно часто отрицание асимметрично с точки зрения парадигмы, и, к примеру, нейтрализует другие словоизменительные категории; пример из тамильского:
- naan poo-r-een — naan pooha-lle: «я иду — я не иду».
- naan poo-n-een — naan pooha-lle: «я пошла — я не пошла».
- naan poo-v-een — naan pooha-lle: «я пойду — я не пойду».

Другой вариант — несоответствие между категориями времени и вида в утверждениях и отрицаниях: в суахили выбор отрицательного времени глагола зависит от нескольких факторов, включая то, ожидается ли наступление события (не имеющего значения в утвердительных глаголах).
Третий случай, выделяемый Миестамо в отдельную категорию, — использование в отрицаниях показателей ирреалиса, как в языке маунг:
- ŋiudba — «я положил(а)».
- marig ŋiudba-ɳi (NEG класть-IRR) — «я не положил(а)».

Иногда отрицательный аффикс превращает глагол в нефинитный, и для выражения финитности требуется специальный маркер; пример из языка хишкарьяна:
- kɨ-amryekɨ-no (1SUBJ-охота-IMMPST[a]) — «я пошла на охоту».
- amryekɨ-hɨra w-ah-ko (охота-NEG 1SUBJ-быть-IMMPST) — «я не пошла на охоту».

В то же время в некоторых случаях определить финитность клаузы может быть сложно. В японском формально-вежливое отрицание «[я] не купил(а)» выражается отрицательным суффиксом -эн, а прошедшее время (финитность) выражено на глаголе-связке «дэсу», тогда как в нейтрально-вежливом стиле «каимасэн» не требует выражения финитности на связке и используется без неё:
- каи-мас-ита (купить-POL-PAST) — «[я] купил(а)».
- каи-мас-эн дэс-ита (купить-POL-NEG связка-PAST) — «[я] не купил(а)» [нейтрально-вежливо].
- каи-мас-эн (купить-POL-NEG) — «[я] не купил(а)» [нейтрально-вежливо].

### Отрицательные частицы
Сюда входят независимые показатели отрицания, не подвергающиеся склонению. Это наиболее распространённый способ оформления отрицательных конструкций, он присутствует примерно в половине языков мира. Пример из индонезийского:
- Saya tidak tidur (я NEG спать) — я не сплю.

Некоторые языки используют сразу две частицы, примером может служить французское ne… pas, однако этот вид отрицания зафиксирован в других романских языках, а также в языках германской ветви, кельтских, майяских и языках Западной Африки. В диахронической перспективе такие системы возникают из грамматикализации сочетания двух частиц: усилительной и отрицательной, обычно через время они отбрасывают один из грамматикализовавшихся показателей; этот процесс известен под названием «цикл Есперсена». Другим источником отрицательных показателей является грамматикализация экзистенциального глагола («нет, отсутствует») или слов типа «отвергать». При этом в целом эти показатели весьма стабильны: праиндоевропейская глагольная отрицательная частица «не» присутствует в большинстве славянских и иранских (и некоторых индоарийских языках) в почти неизменном виде.
Двойные показатели отрицания обычно окружают глагол, однако в африкаансе два идентичных показателя отрицания расположены после него:
- hy skryf nie ’n brief nie — (3SG.M писать NEG ART письмо NEG) — «он не пишет письмо».

### Отрицательные глаголы
Обычно отрицательные глагольные маркеры добавляются ко вспомогательным глаголам, как в финском, однако встречается и присоединение к смысловым глаголам, как в тонганском:
- Pekka ei lue (Пекка NEG.3SG читать) — «Пекка не читает».
- Na‘e ‘ikai [ke ‘alu ‘a Siale] (ASPECT NEG [ASPECT идти POSS Чарли]) — «Чарли не пошёл».

В тонганском примере частица ke, маркирующая вид глагола, появляется только в придаточных предложениях.
Обычно парадигма склонения отрицательного глагола неполна, но в эвенкийском отрицательный глагол имеет все те же формы, что и утвердительный.
Отрицательные вспомогательные глаголы встречаются менее чем в 5 процентах языков мира, отрицательные смысловые глаголы редки и встречаются в малайско-полинезийских и как минимум одном салишском языке, скомише. Ещё реже встречаются случаи, когда отрицательность выражается на вспомогательном глаголе, который отсутствует в утвердительных предложениях. Конструкций, полностью аналогичных английскому вспомогательному глаголу do, принимающему отрицательный маркер (последний при этом может быть свободной морфемой), в языках мира не обнаружено.

### «Стандартное отрицание»
Под стандартным отрицанием понимается продуктивное отрицание целой утвердительной клаузы с глаголом в качестве основного предиката:
- Евгения не любит цветы.

Примеры нестандартных отрицаний:
- Это невозможно (отрицается не вся клауза);
- Не смей! (побудительное, а не утвердительное предложение)
- Дарья нам не чужая (предикат не глагольный);
- I like nothing (не используется обычная для английского стратегия с отрицанием вспомогательного do).

### Квантификация
Большинство языков мира требуют указания отрицательности даже в том случае, когда в предложении уже есть отрицательное слово вроде «никто»; в выборке Хаспельмата из 206 языков обратная ситуация встречается всего в 11, и ещё в 13 употребляются оба типа. Примеры из русского, немецкого и японского:
- Никто не пришёл (никто NEG приходить.PAST.M.SG).
- Niemand kam (никто приходить.PAST.3.SG).
- Дарэмо кимас-эн (все приходить-NEG) — в японском отсутствует слово «никто», смысл выражается отрицанием слова «все».

## Цикл Есперсена
Циклом Есперсена (в честь Отто Есперсена) называют процесс грамматикализации и последующего отбрасывания маркеров отрицания, обычно иллюстрируемый на примере французского:
1. слово pas («шаг»), часто используемое в смысле «совсем» грамматикализировалось и добавилось к ранее существовавшей частице ne, так возник стандартный маркер литературного языка ne… pas;
2. в разговорном французском ne зачастую отбрасывается, и pas оказывается там единственным маркером отрицания.

Название «цикл Есперсена» этому явлению дал Эстен Даль. Сам Есперсен считал, что грамматикализация происходит из-за фонологической «слабости» стандартной отрицательной частицы, однако Даль придерживается мнения, что его причина лежит в семантическом вымывании усилительной частицы (pas). Данный процесс не подкреплён текстовыми доказательствами, так как старофранцузский стали записывать уже после грамматикализации pas, но имеет прямые параллели в двух других словах с уменьшительным смыслом: mie и point (изначально «крошка» и «точка»), превратившихся в аналогичные маркеры.
В некоторых случаях в цикле Есперсена вместо грамматикализации происходит дублирование маркера отрицания, пример из бразильского португальского:
- Au não quero não (я NEG хотеть NEG) — «я не хочу».

Возможным примером грамматикализации маркера отрицания, не имеющего усилительного значения, является отрицательный циркумфикс в аризонском диалекте языка тева. Маркер -dí изначально присоединялся к придаточным предложениям (а отрицательные предложения в этом языке всегда придаточные):
- Sen kʷiyó we-mán-mun-dí (мужчина женщина NEG-3>3.ACT-видеть-NEG) — «мужчина не видел женщину».

Не всегда цикл содержит только два этапа. Вместо утери одного из отрицательных маркеров язык может взять ещё один; доказательства этого обнаружены в языке лево, диалектах севера Италии, языке каньок и брабантском диалекте нидерландского языка, пример из последнего:
- Pas op dat ge niet en valt nie (помещаться на что ты NEG NEG падать NEG) — «смотри не упади».

Кроме того, один из маркеров отрицания может остаться в языке с изменённым значением, так нидерландская частица en утеряла свой отрицательный смысл и превратилась в маркер придаточного предложения.

## Порядок слов в отрицательных конструкциях
Маркеры отрицательности в 80—90 процентах случаев стоят непосредственно перед или непосредственно после глагола, причём синтаксические маркеры обычно стоят перед ним как в языках, где дополнение предшествует глаголу, так и в тех, где дополнение стоит после. По Далю, положение маркера отрицательности обычно высчитывается по отношению к смысловому глаголу, а не ко вспомогательному, однако в хинди допустимо помещать отрицательную частицу как перед смысловым глаголом, так и перед вспомогательным.

## Отрицание за пределами утвердительных конструкций

### Повелительное наклонение
Отрицательные повелительные предложения могут оформляться тем же маркером, что и утвердительные, но типологически так поступает лишь около 1/5 языков, несмотря на то, что в Европе этот тип доминирует.

### Неглагольные предикаты
В предложениях с неглагольными предикатами также зачастую используется отдельный способ маркирования отрицания, ср. индонезийское предложение с глагольным предикатом и частицей tidak и предложение с предикатом-существительным, где используется частица bukan:
- Saya tidak tidur (я NEG спать) — я не сплю.
- Itu bukan jeruk (это NEG апельсин) — это не апельсин.

Также часто встречается особая отрицательная связка, пример из чешского:
- Jan je doma (Ян COP.3SG дом.GEN) «Ян дома».
- Jan není doma (Ян NEG.COP.3SG дом.GEN) «Яна нет дома».

### Экзистенциальное отрицание
Похожим образом себя ведут экзистенциальные конструкции: глагол «быть, есть» может внешне совпадать со связкой; отрицательный экзистенциальный глагол «нет, отсутствует» часто является супплетивом.
В белорусском и сербском языке отрицательный экзистенциальный глагол похож на отрицательную частицу, но не совпадает с ней (используется особая глагольная форма няма/nema). В обоих языках эта особая форма происходит от слияния отрицательной частицы и глагола «иметь»:
- Tom je srećan — Том счастливый.
- Tom nije srećan — Том несчастливый.
- Ima divljih mačaka — Есть дикие коты.
- Nema divljih mačǎka — Нет диких котов.

### Придаточные предложения
Придаточные предложения могут выражать отрицание собственными методами, примерами могут служить валлийский, древнегреческий и йоруба.

## Усвоение

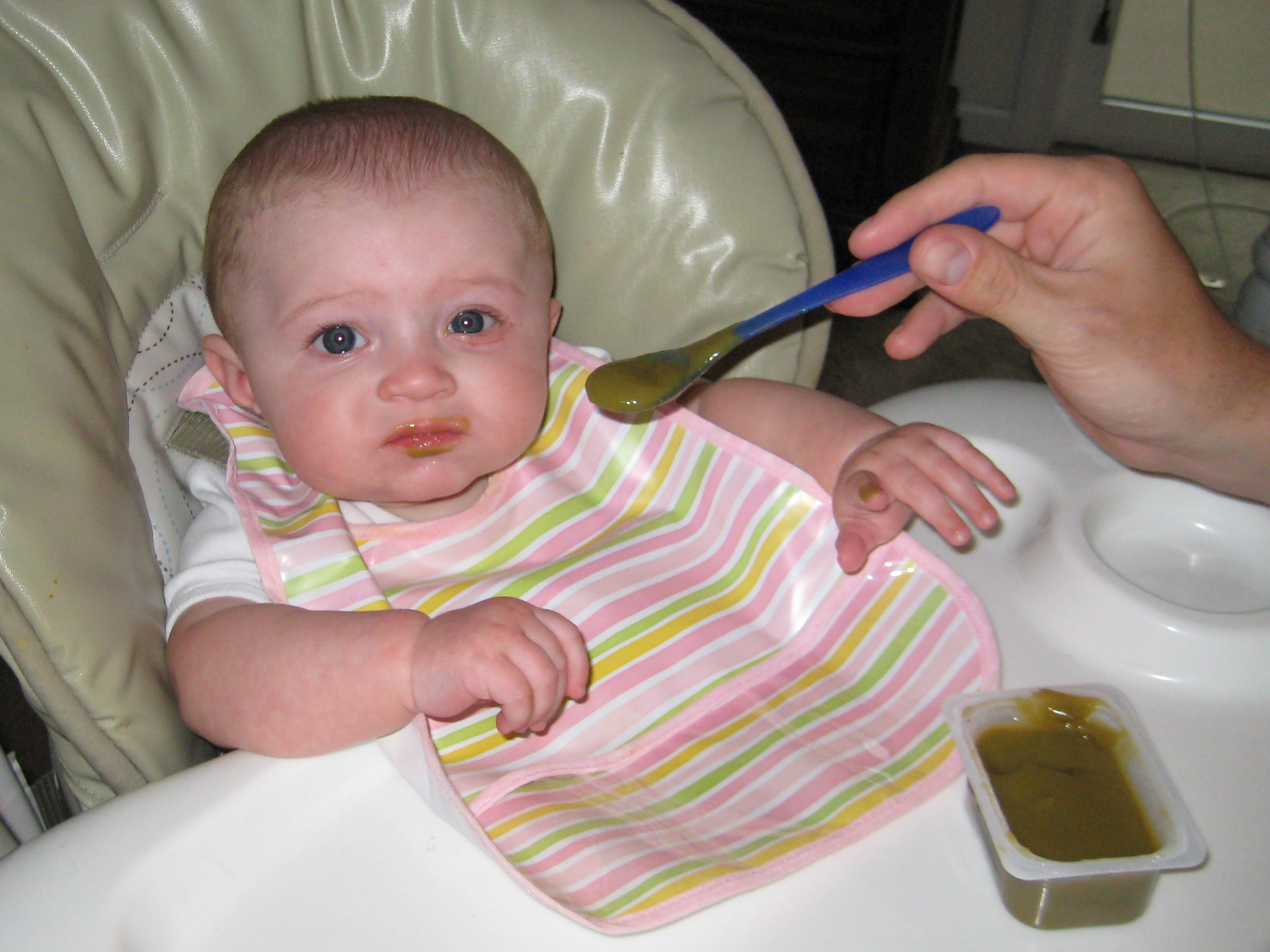
Младенец учится отвергать еду

Усвоение отрицания происходит на самом раннем этапе развития речи — однословном, причём слово «нет» дети обычно также начинают использовать раньше, чем «да». В то же время детское отрицание покрывает лишь часть отрицательных конструкций в языке взрослых, и детям приходится придумывать, как выразить нужный смысл. Здесь усвоение языка больше связано с развитием абстрактного мышления, чем с особенностями собственно языков: дети начинают обсуждать отсутствующие предметы и действия позже, чем присутствующие, а логические высказывания о ложности утверждений делают значительно позднее высказываний первых двух типов, что связано с этапами когнитивного развития. Усвоение второго языка происходит аналогично первому, за исключением того, что говорящий уже знает, как выражать все нужные оттенки смысла отрицательными конструкциями из первого языка, но может не знать всех способов сделать это на втором.

### Первый язык
Дети учатся выражать отрицание жестами и мимикой ещё до того, как начинают говорить. Первые отрицательные конструкции у маленьких детей несут в себе только отвергающий смысл («так не должно быть, я так не хочу»), но не логические суждения («это не так»); это привело к появлению классификации отрицательных высказываний:
- исчезновение («нет собачки»)
- неудача («не работает»)
- отвержение («не хочу»)
- запрет («нет!»)
- отрицание («это машинка? — нет, это лошадка»)
- невозможность («я не могу»)
- эпистемологическое отрицание («я не знаю»)
- нормативное отрицание («лошадка не может залезть на лестницу»)
- умозаключение о собеседнике («я не ломала», увидев, что в комнату вошёл отец).

Обычно эти категории сокращаются до трёх: A «отрицание/отвержение», B «исчезновение/отсутствие/невыполнение ожидания» и C «отрицание», они усваиваются в этом порядке (хотя невыполнение ожидания появляется в речи чуть позже исчезновения и отсутствия). Изучение отрицаний в детской речи усложняется из-за того, что сложность ментальных моделей, доступных детям, тяжело оценить. Например, по всей видимости, дети младше пяти лет не могут понять разницу между ложным утверждением и «аномальным утверждением»: когда взрослый показывает ребёнку на куклу и спрашивает: «Это лошадка?», отрицательный ответ традиционно интерпретируется как способность высказывать суждения о правдивости и ложности утверждений, однако несколько исследований позволяют заключить, что отрицательный ответ здесь означает «ты нарушаешь правила игры в называние», и концепция ложности развивается из более общей концепции несогласия.
Усвоение категорий отрицания на следующем этапе — в многословной речи — несколько отличается: первой усваивается B (отсутствие, «нет кармана»), а затем A (отвержение, «не [хочу есть] суп»). Исследования усвоения английского языка в этом случае усложняют анализ, так как все три категории выражаются словом no; однако в языках, где имеется лексическое различие между этими тремя видами отрицаний, дети могут сперва использовать все три во всех ситуациях, либо сразу их различать.

### Второй язык
Самопроизвольное усвоение второго языка (без учителей) с постфинитным отрицанием в целом соответствует этапам усвоения первого: 1. отрицание + любая фраза («у меня не внимание»); 2. отрицание + глагол («не говорить русский»); 3. несмысловой глагол + отрицание («не могу уйти»); 4. глагол + отрицание (фр. ne travaille pas). На 1—2 этапах ещё не усвоено маркирование финитности, причём её усвоение начинается на глаголах без лексической нагрузки (глаголы-связки, вспомогательные и модальные глаголы).
Основное отличие в усвоении отрицаний в первом и втором языках заключается в том, что во втором случае все когнитивные функции уже присутствуют.

## Возникновение отрицания
Отрицательные слова могут возникать из слов со значением «отсутствие», «недостаток»; из слов, часто встречающихся вместе с отрицательными; из слов, слившихся с отрицательными; а также заимствоваться. В нескольких языках маркеры отрицания произошли от прогибитивных глаголов и конструкций, пример из сейшельского креольского и хорватского языков:
- Arret vol sitrô! (PROH красть лимон) — «Не кради лимоны!»
- ne + moći = nemoj (не + мочь = «запрещено»).

Маркеры экзистенциального отрицания могут превращаться в стандартные отрицательные маркеры, а также маркировать прохибитив; последнее произошло в среднеегипетском языке.

### Местоимения
Смысл слов типа «никто», «нигде» часто возникают из сочетания местоимения со смыслом «кто-то» или «где-то» и отрицания; пример из языка насиой:
- Nanin nánu-i (кто-то идти-RCPST[b]) — «кто-то шёл».
- Nanin nánu-aru-i (кто-то идти-NEG-RCPST) — «никто не шёл».

Местоимения могут принимать «негативную полярность» (ассоциироваться в основном с отрицательными фразами и конструкциями), и постепенно превращаться в отрицательные в цикле Есперсена; пример из французского:
- Je n’ai vu personne — «я никого не видела».

Слово personne пока что продолжает использоваться и в положительных конструкциях: elle chante mieux que personne («Она поёт лучше всех»), но оно уже достаточно «отрицательно» для того, чтобы его было нельзя сочетать с ne в сокращённых ответах:
— Qui as-tu vu? — Personne (сказать «ne personne» — ошибка).
— Кого ты видела? — Никого.
Другая стратегия получения отрицательных местоимений — «впитывание отрицательности»: отрицательная частица, обычно стоящая перед глаголом, может «впитываться» в неопределённое местоимение. Пример из багдадского диалекта арабского языка:
- Saalim ma ʃaf ʕæ-waħid hnak (Салим NEG видел INDEF-один там) — «Салим там никого не видел».
- Ma-ħad kisər il ʃibbat͡ʃ (NEG-один разбил DEF окно) — «Никто не разбивал окно».

Некоторые местоимения, по-видимому, не могут присоединять отрицательные частицы; так, в английском языке не существуют слов *nall (not + all «не + все») и *nalways (not + always, «не + всегда»), несмотря на то, что «впитывание» отрицательной частицы в местоимение — один из обычных процессов английского словообразования (характерные примеры: never «никогда», none «ни один», nothing «ничто», nowhere «нигде, никуда» и т. п.).

## Комментарии
1. ↑  Immediate past, только что случившееся прошедшее время
2. ↑  Recent past — недавнопрошедшее время